# Biatlon op de Olympische Winterspelen 2006 - Achtervolging mannen
De 12,5 kilometer achtervolging mannen tijdens de Olympische Winterspelen 2006 vond plaats op zaterdag 18 februari 2010. 
De 60 beste biatleten van de sprint plaatsten zich voor dit onderdeel. Ze namen het tijdsverschil op dat onderdeel mee als achterstand op de achtervolging.
Bij de achtervolging kwamen de beste 60 deelnemers van de tien kilometer sprint opnieuw aan de start. De winnaar, de Duitser Sven Fischer mocht als eerste van start en kreeg dezelfde voorsprong die hij had in de sprint van 8,2 secondes op de nummer twee, de Noor Halvard Hanevold, hierna mocht de nummer drie van start en zo voort.
De Noorse titelverdediger Ole Einar Bjørndalen was vooraf een van de favorieten, met vijf gouden medailles tot dan toe was hij op jacht naar het record van Bjørn Dæhlie, zijn landgenoot die bij het langlaufen in totaal acht olympische titels had gewonnen.
Bjørndalen kwam als eerste het laatste rechte stuk in het stadion op, hij werd op 1,8 seconde gevolgd door de Franse soldaat Vincent Defrasne. Met een laatste krachtsinspanning wist Defrasne alsnog voorbij de Noor te komen. Het uiteindelijke verschil was 2,7 seconde in het voordeel van Defrasne.
Het brons ging uiteindelijk naar Fischer die als eerste was gestart.
| Titelverdediger | Ole Einar Bjørndalen | Noorwegen |
| --------------- | -------------------- | --------- |

## Uitslag
| Rang   | Naam                    | Land       | Tijd     |
| ------ | ----------------------- | ---------- | -------- |
| Goud   | Vincent Defrasne        | Frankrijk  | 35:20.2  |
| Zilver | Ole Einar Bjørndalen    | Noorwegen  | + 2.7    |
| Brons  | Sven Fischer            | Duitsland  | + 15.6   |
| 4      | Ilmars Bricis           | Letland    | + 26.7   |
| 5      | Halvard Hanevold        | Noorwegen  | + 37.5   |
| 6      | Frode Andresen          | Noorwegen  | + 56.7   |
| 7      | Christoph Sumann        | Oostenrijk | + 1:19.5 |
| 8      | Michael Greis           | Duitsland  | + 1:19.7 |
| 9      | Maksim Tsjoedov         | Rusland    | + 1:21.2 |
| 10     | Julien Robert           | Frankrijk  | + 1:55.7 |
| 11     | Nikolay Kruglov         | Rusland    | + 1:58.7 |
| 12     | Ricco Groß              | Duitsland  | + 2:03.3 |
| 13     | René Laurent Vuillermoz | Italië     | + 2:07.1 |
| 14     | Christian De Lorenzi    | Italië     | + 2:08.3 |
| 15     | Ivan Tsjerezov          | Rusland    | + 2:09.5 |